# Штутгартская телебашня

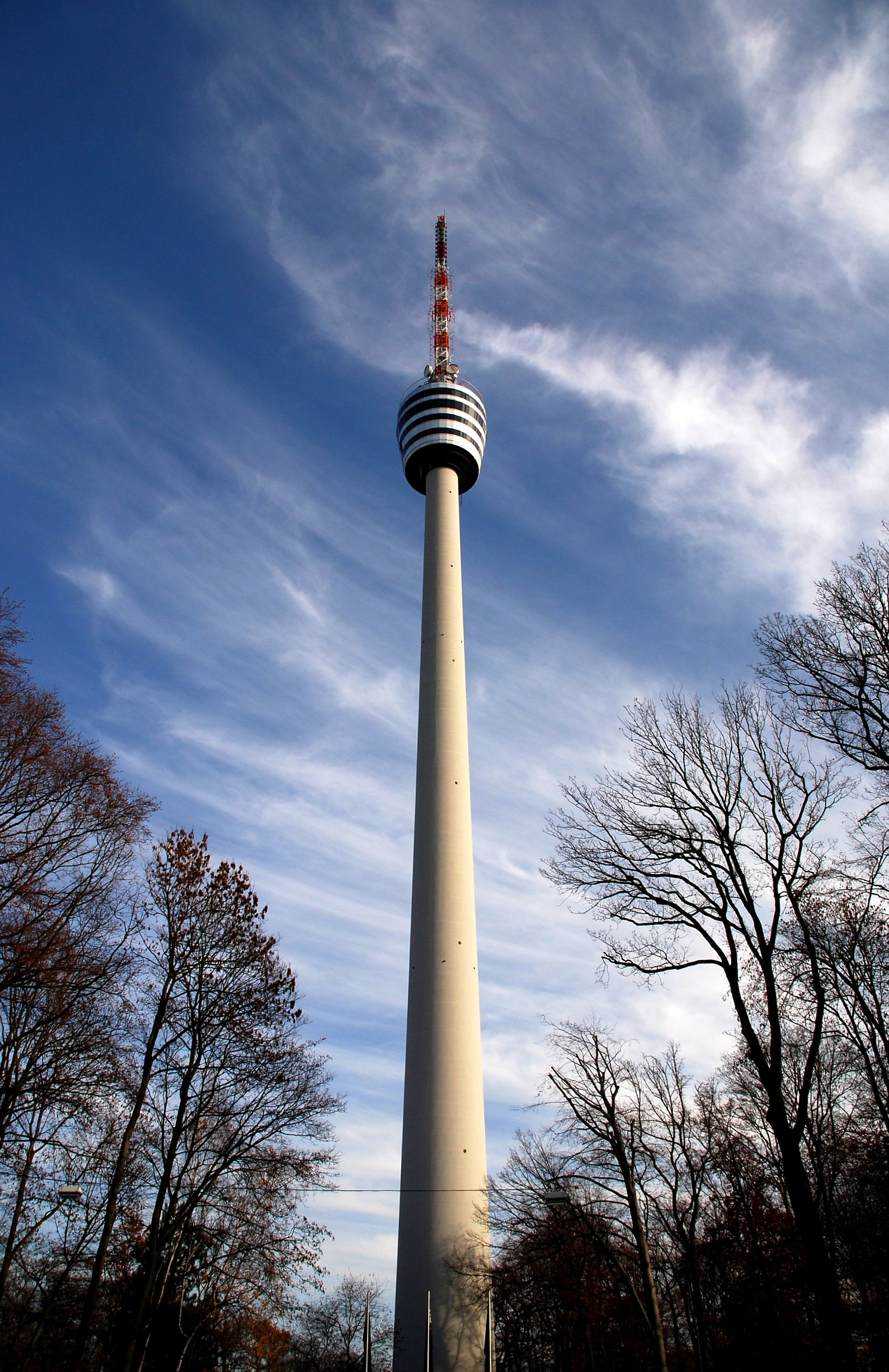
Штутгартская телебашня

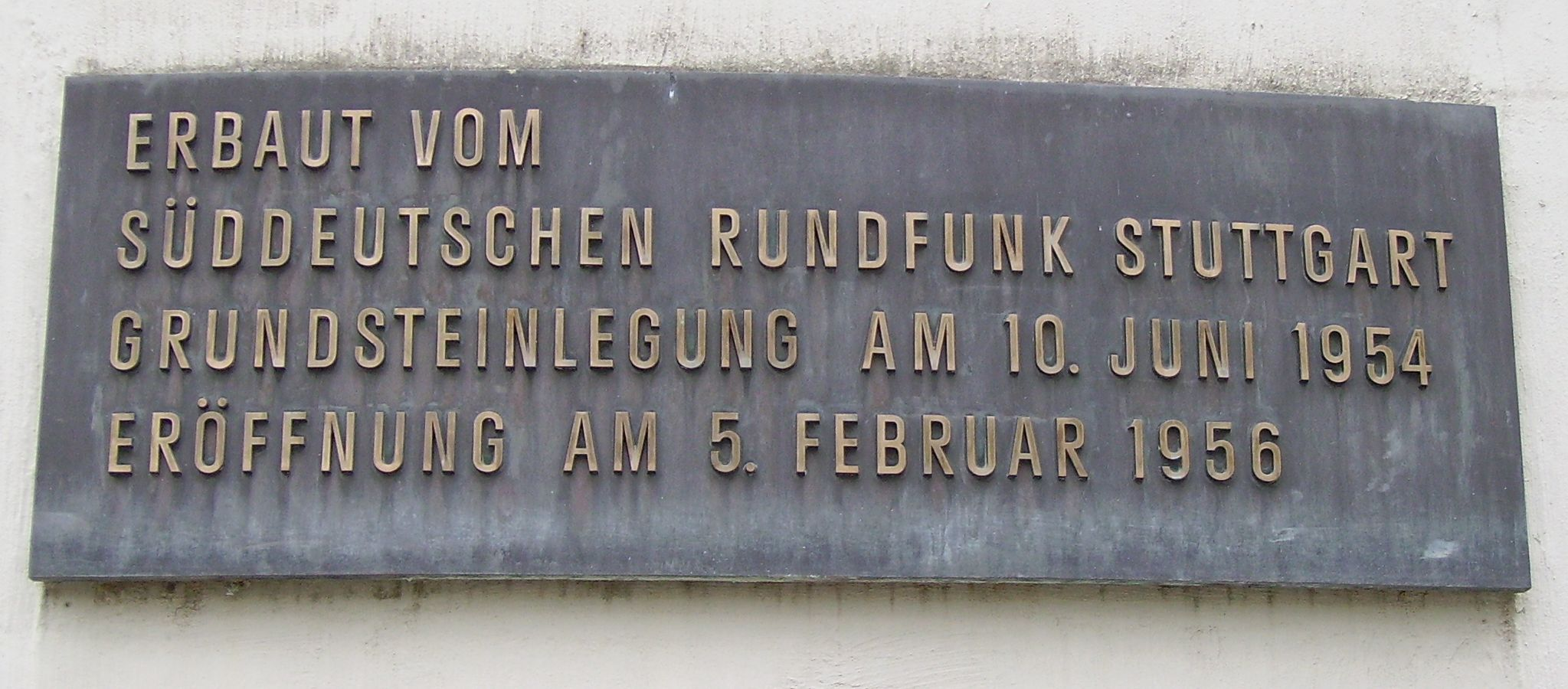
Памятная доска в основании башни

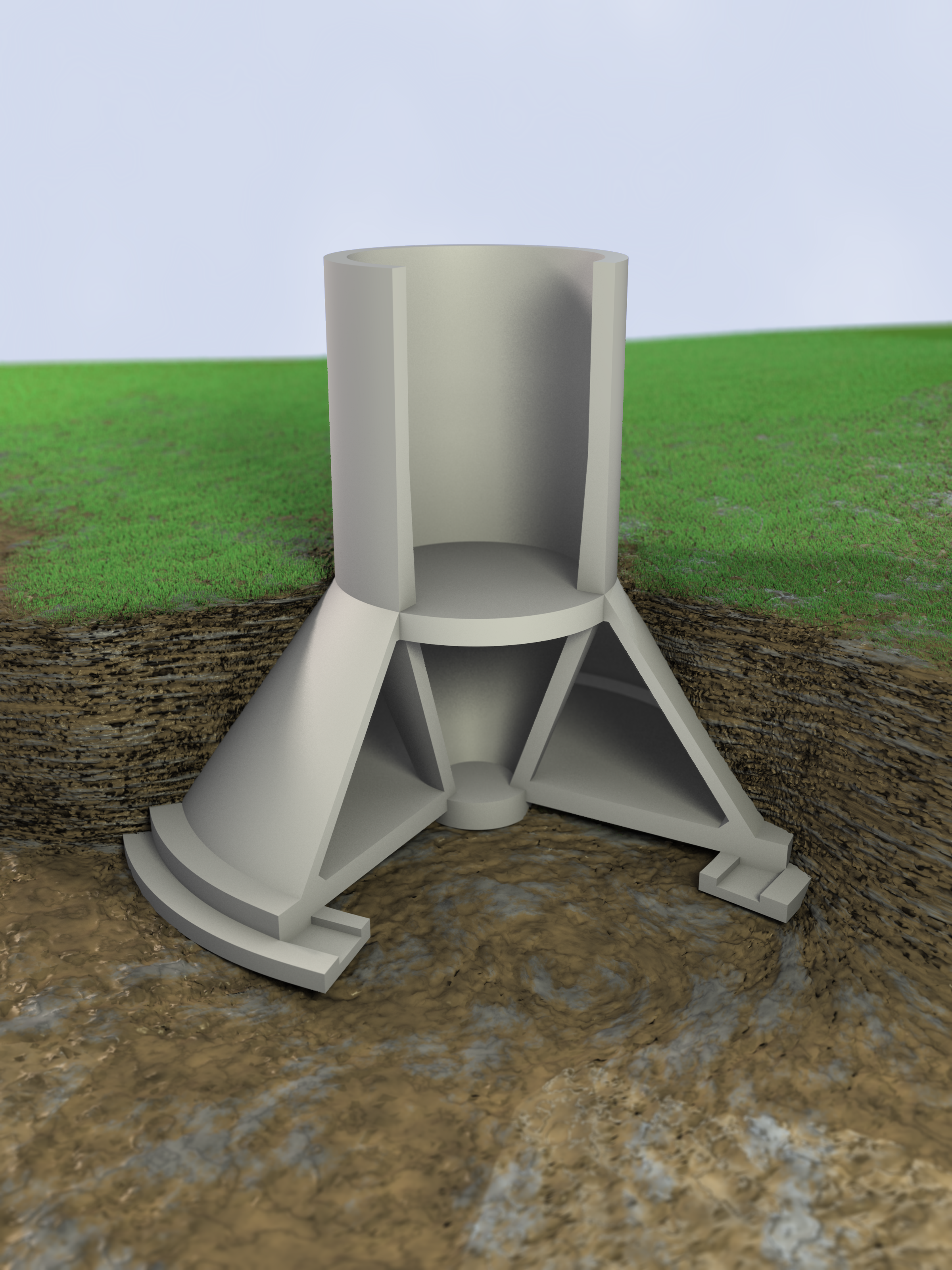
Модель фундамента телебашни

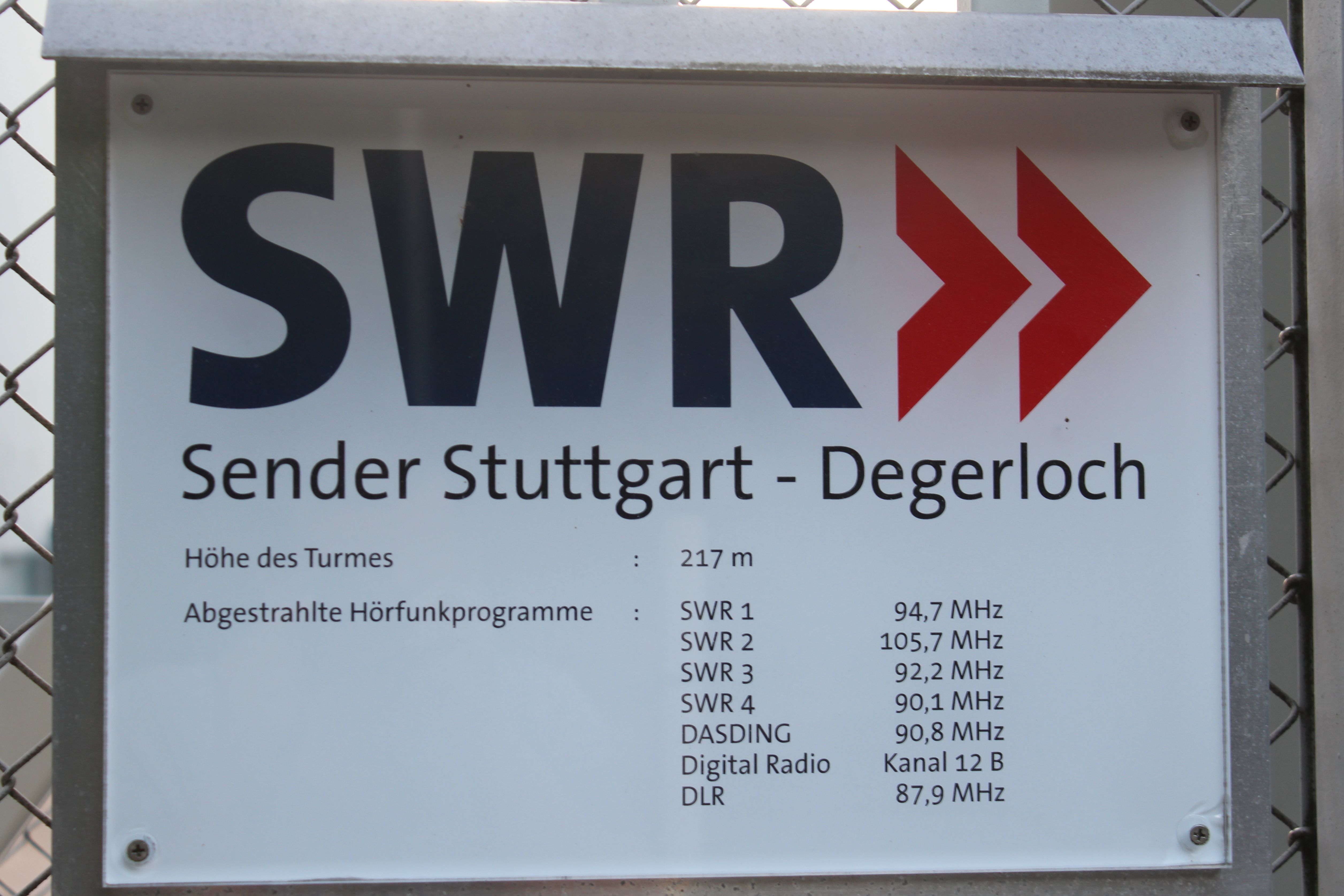
Транслируемые программы

Штутгартская телебашня (нем. Fernsehturm Stuttgart) — первая в мире телебашня, построенная из железобетона, является прототипом многих башен этого типа по всему миру.
Она расположена на возвышенности Бопсер в районе Дегерлох на юго-востоке Штутгарта. Была возведена в течение 20 месяцев и введена в эксплуатацию 5 февраля 1956 года. В настоящее время из башни ведётся вещание FM-радиостанций и до 2006 года передавалось аналоговое вещание телесети канала ARD. Услуги цифрового телевещания переданы родственной компании Fernmeldeturm Stuttgart, которая также обслуживает частные FM-радиостанции региона. Хотя культурная ценность башни поначалу вызывала споры, она быстро стала известной городской достопримечательностью Штутгарта и привлекает туристов. С двух обзорных площадок телебашни открывается вид на Штутгарт, от лесов и виноградников вблизи города до Швабского Альба и Шварцвальда.
В 2009 году телебашня Штутгарта была внесена в список исторических памятников инженерно-архитектурного искусства Германии.

## Технические параметры
- Общая высота до точки установки антенны: 216,6 м
- Высота верхней обзорной площадки: 153,5 м
- Высота нижней обзорной площадки: 150 м
- Диаметр основания: 27 м
- Общий вес башни: около 3000 тонн
- Вес основания: около 1500 тонн
- Скорость подъёма лифтов: 4 м/с
- Панорамное кафе на платформе в корзине башни
- Максимальный диаметр корзины башни: 15 м

До башни можно добраться общественным транспортом Штутгарта; посещение открыто с 9:00 до 23:00.

## История
- Начало строительства: 10 января 1954
- Открытие: 5 февраля 1956
- С октября 1965 по декабрь 1965 — наращивание антенны, в связи с чем сегодня высота башни — 216,8 м
- Телебашня была закрыта для посетителей с 28 марта 2013 года по 30 января 2016 года в связи с ремонтом.

## Предупреждающие авиацию огни
На башне помимо обычных красных предупреждающих авиацию огней расположены три вращающиеся ксеноновые лампы, аналогичные тем, которые используются на маяках, они установлены немного выше смотровой площадки.

## Другие передающие башни Штутгарта, недоступные для посещений
- Fernmeldeturm Frauenkopf высотой 192,4 м
- Vodafone-Funkturm Stuttgart-Vaihingen высотой 98,6 м
- Funkturm Stuttgart высотой 93 м
- Directional Radio Tower Stuttgart-Möhringen высотой 93 м

## Похожие башни
- Sentech Tower в Йоханнесбурге
- Дунайская башня в Вене
- Си-Эн Тауэр в Торонто, Канада
- Восточная жемчужина (в Шанхае) и Телебашня Гуанчжоу
- Останкинская телебашня